# 徳川熙
徳川 熙（とくがわ ひろむ、1916年（大正5年）2月15日 - 1943年（昭和18年）7月12日）は、日本の海軍軍人。最終階級は海軍少佐。位階は従五位。勲等は勲五等。功級は功五級。
父は江戸幕府15代将軍・徳川慶喜の九男で男爵の徳川誠。母は男爵・名和長憲の娘・霽子（さえこ）。妻は会津松平家第12代当主・松平保男の五女・順子（よりこ）。

## 生涯

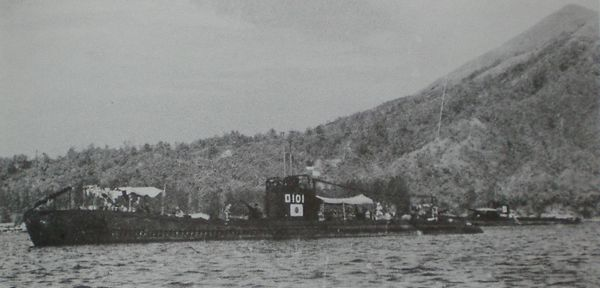
呂一〇一潜（1943年）

1916年（大正5年）2月15日、男爵・徳川誠の長男として生まれた。学習院中等科を経て、1938年（昭和13年）に海軍兵学校65期を、187人中186番の席次で卒業。同期生には、九軍神の一人岩佐直治、戦後海将となる石隈辰彦らがいる。太平洋戦争中期の1943年（昭和18年）7月12日、潜水艦呂101先任将校（水雷長）として戦死した。27歳没。
戦死状況
煕はクラ湾夜戦が行われた直後、のちに「潜水艦の神様」と異名をとった艦長・折田善次指揮のもとクラ湾のアメリカ軍上陸地点に潜入した。夜間、充電のため浮上し煕は見張員2名とともに艦橋にあったが、アメリカ軍駆逐艦テイラー(USS Taylor, DD-468)のレーダー射撃を受け煕は被弾した。煕は急速潜航を指示し、同艦は無事であったが、艦内に収容された煕は既に戦死していた(見張員2名も戦死)。煕の遺骸は折田らによってラバウルで荼毘に付された。墓所は谷中霊園。

## 栄典
- 功五級金鵄勲章